# أعمال الشغب ضد مسلمي سريلانكا 2018
أعمال الشغب ضد مسلمي سريلانكا بدأت أعمال الشغب التي استهدفت المسلمين من مدينة أمبارا في سريلانكا في 26 فبراير 2018، ثم امتدت إلى مقاطعة كاندي في 2 مارس. هاجم مسلحون من البوذيين السنهاليين المسلمين ومساجدهم وممتلكاتهم، ما حدَّ بالمسلمين في البدء بهجوم مضاد على معابد البوذيين والمواطنين السنهاليين. قامت حكومة سريلانكا بحملة قوية ضد أعمال الشغب بفرض حالة الطوارئ ونشر القوات المسلحة السريلانكية لمساعدة الشرطة في المناطق المتضررة. تمت السيطرة على الوضع بحلول 9 مارس. تم الإبلاغ عن وقوع قتيلين وعشرة جرحى بين السنهاليين والمسلمين والشرطة. وفقًا للشرطة تم الإبلاغ عن خمسة وأربعين حادثة لحقت بالمنازل والشركات، في حين تم الهجوم على أربعة أماكن للعبادة. ألقت الشرطة القبض على 71 شخصًا فيما يتعلق بأعمال الشغب.
بدأت أعمال الشغب في منطقة كاندي في مقاطعة أوديسباتوا، وانتشرت بعد ذلك إلى مدينتي ديغانا وتنيكومبورا وغيرها من المناطق. اشتعلت أعمال الشغب عندما تعرض سائق شاحنة في منتصف العمر من السنهالية للهجوم من قبل أربعة شباب مسلمين في أعقاب حادث مروري، توفي سائق الشاحنة متأثرًا بجراحه بعد أربعة أيام. في 5 مارس بدأت مجموعات من السنهاليون بمهاجمة الممتلكات الإسلامية في المنطقة، مما أدى إلى أضرار واسعة النطاق في الممتلكات. دفعت أعمال الشغب وهي أول أعمال عنف طائفية بوذية إسلامية واسعة النطاق منذ أحداث الشغب المماثلة في عام 2014 حكومة سريلانكا إلى إعلان حالة الطوارئ لمدة عشرة أيام، بالإضافة إلى حظر تجوال فرضته الشرطة على عدد من المدن. حالة الطوارئ هي الأولى من نوعها منذ عام 2011.
تم حظر شبكات التواصل الاجتماعي بما في ذلك واتساب وفيسبوك وتويتر وانستغرام في أجزاء من البلاد في محاولة لمنع مثيري الشغب من تنظيم هجماتهم ونشر الدعاية لها. رُفع الحظر على شبكات التواصل الاجتماعي بعد 72 ساعة، كما صرح وزير الحكومة هارشا دي سيلفا بأن شبكات وسائل الإعلام الاجتماعية قد أعيدت إلى الأوضاع الطبيعية بحلول 10 مارس 2018. بعد ثلاثة أيام من العنف في مدينة كاندي ورد أن ما لا يقل عن 81 شخصاً قد أُلقي القبض عليهم بمن فيهم المشتبه الرئيسي المدعو أميث جيفان ويراسينغه من قبل قسم التحقيق الإرهابي التابع للشرطة السريلانكية.
فيما يتعلق بالحادث كان الوضع تحت السيطرة من قبل قوات الأمن والجيش السريلانكي في باديء الأمر، إلا أنه فُرض حظر التجول في بلدة كاندي حتى 9 مارس 2018. يقول ضباط الشرطة إن الوضع غير المعتاد الذي ساد البلاد لبضعة أيام قد تمت السيطرة عليه، لكن تم فرض قيود مشددة على أجزاء قليلة من البلاد حيث تركزت التهديدات المتوقعة على صلاة المسلمين في يوم الجمعة 9 مارس 2018. شجب الرهبان البوذيون أعمال الشغب وقام العديد من الرهبان السنهاليين والبوذيين بمساعدة المسلمين ووحماية المساجد أثناء صلاة الجمعة في جميع أنحاء البلاد. وفقًا للحكومة والمراقبين المستقلين والمسلمين والسنهاليين في المنطقة، فإن غالبية من مثيري الشغب جاءوا من مناطق أخرى من سريلانكا لتنفيذ أعمال الشغب.

## الأثر الاقتصادي
أثّرت أعمال الشغب سلبًا على اقتصاد سريلانكا بالإضافة إلى الاقتصاد المحلي لمدينة كاندي، بالإضافة إلى تدمير العديد من المتاجر التي يمتلكها كل من السنهاليين والمسلمين. قام العديد من السياح بإلغاء زياراتهم إلى سريلانكا، الدولة التي تعتمد بشكل كبير على صناعة السياحة.

## أحداث أخرى
أقيمت المباراة الافتتاحية لكأس نيداهاس تروفي 2018 وهي بطولة للكريكيت ثلاثية السلسلة بين سريلانكا والهند وبنغلاديش، تحت حراسة أمنية مشددة تزامنت مع الوضع المتوتر في البلاد بعد إعلان حالة الطوارئ.
على الرغم من العنف بين المسلمين والبوذيين في الجزيرة، إلا أنه قد تم تشييع جنازة الإعلامي السنهالي داراناغاما كوسالاداما ثيرو في 8 مارس 2018 في كولومبو عاصمة سريلانكا.